# Старі Бабиці
Старі Бабиці (пол. Stare Babice) — село в Польщі, у гміні Старі Бабиці Варшавського-Західного повіту Мазовецького воєводства.
Населення — 2208 осіб (2011).
У 1975-1998 роках село належало до Варшавського воєводства.

## Демографія
Демографічна структура станом на 31 березня 2011 року:
|          | Загалом | Допрацездатний вік | Працездатний вік | Постпрацездатний вік |
| -------- | ------- | ------------------ | ---------------- | -------------------- |
| Чоловіки | 1070    | 250                | 702              | 118                  |
| Жінки    | 1138    | 217                | 654              | 267                  |
| Разом    | 2208    | 467                | 1356             | 385                  |